# Metropolia Madrytu
Metropolia Madrytu – metropolia Kościoła rzymskokatolickiego w Hiszpanii. Składa się z metropolitalnej archidiecezji Madrytu i dwóch diecezji. Została ustanowiona 25 marca 1964. Od 2023 godność metropolity sprawuje arcybiskup José Cobo Cano.
W skład metropolii wchodzą:
- archidiecezja Madrytu,
- diecezja Alcalá de Henares,
- diecezja Getafe.